# شهرستان ویسوکیه مازوویتسکیه
شهرستان ویسوکیه مازوویتسکیه (به لهستانی: Powiat Wysokie Mazowieckie) یک شهرستان در لهستان است که در استان پودلاسکی واقع شده‌است. شهرستان ویسوکیه مازوویتسکیه ۱٬۲۸۸٫۴۹ کیلومتر مربع مساحت و ۵۹٬۷۱۹ نفر جمعیت دارد.